# Guddenahalli, Piriyapatna
Guddenahalli là một làng thuộc tehsil Piriyapatna, huyện Mysore, bang Karnataka, Ấn Độ.